# Lambdina fiscellaria
Lambdina fiscellaria är en fjärilsart som beskrevs av Achille Guenée 1858. Lambdina fiscellaria ingår i släktet Lambdina och familjen mätare. Inga underarter finns listade i Catalogue of Life.

## Bildgalleri

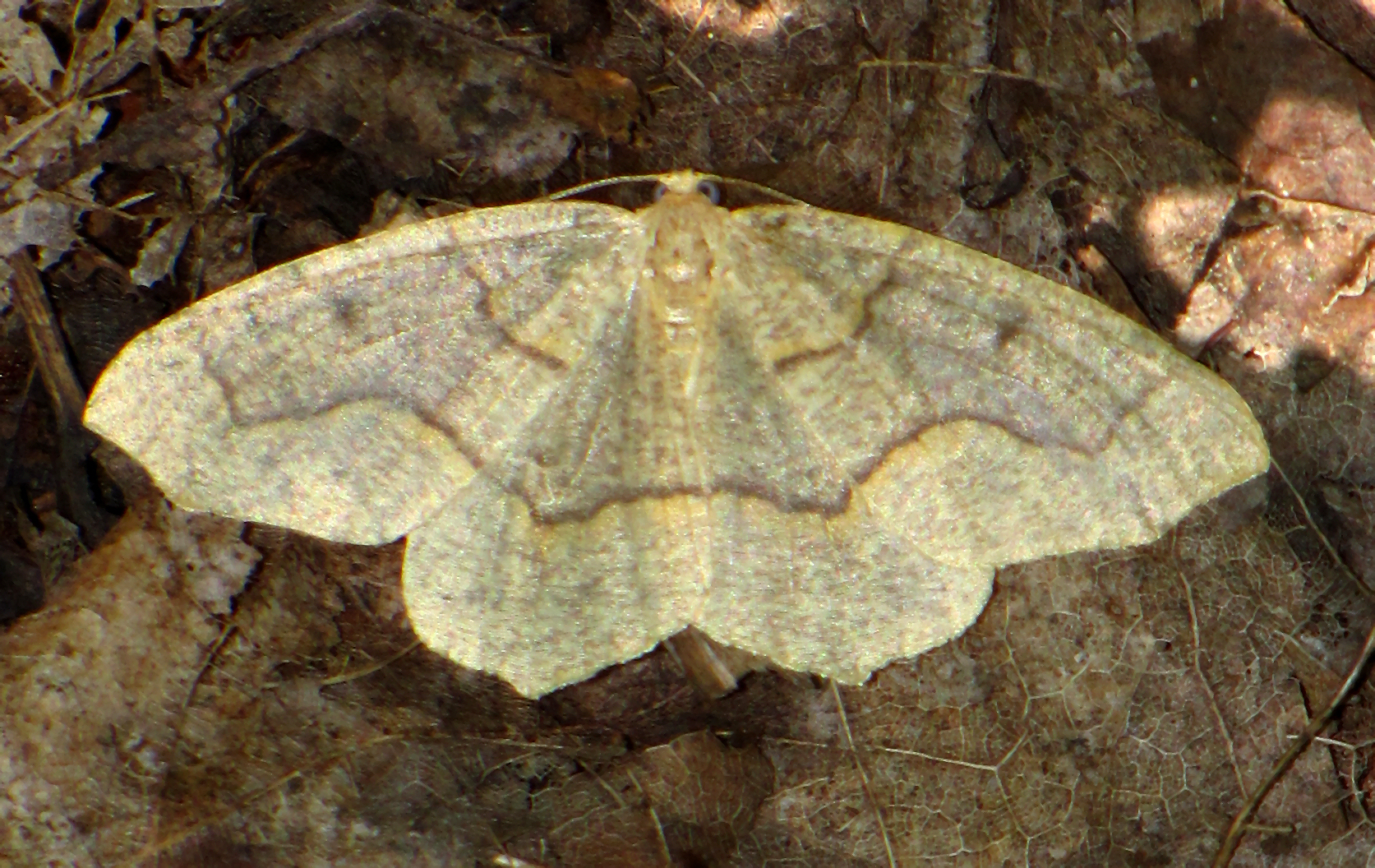
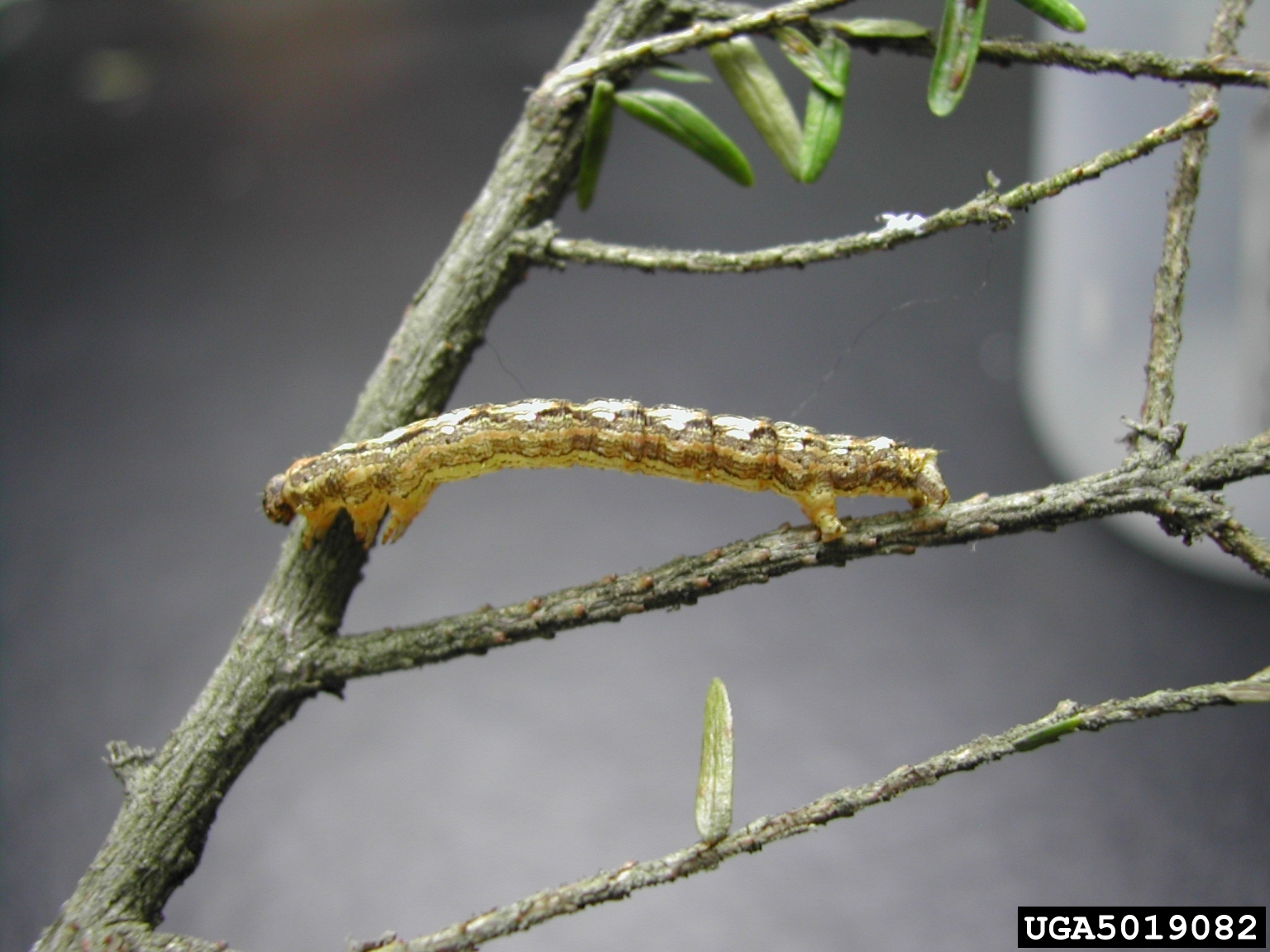
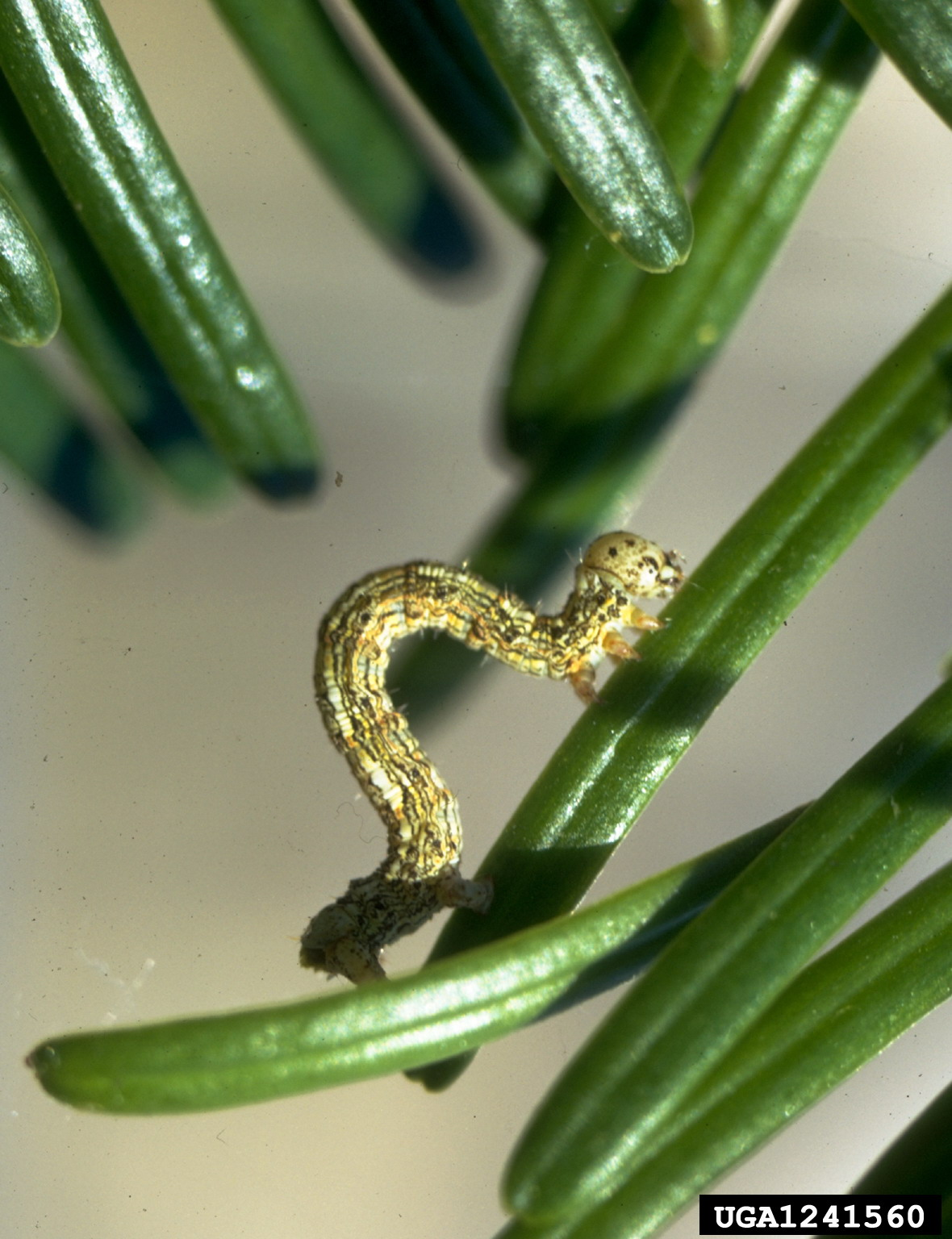
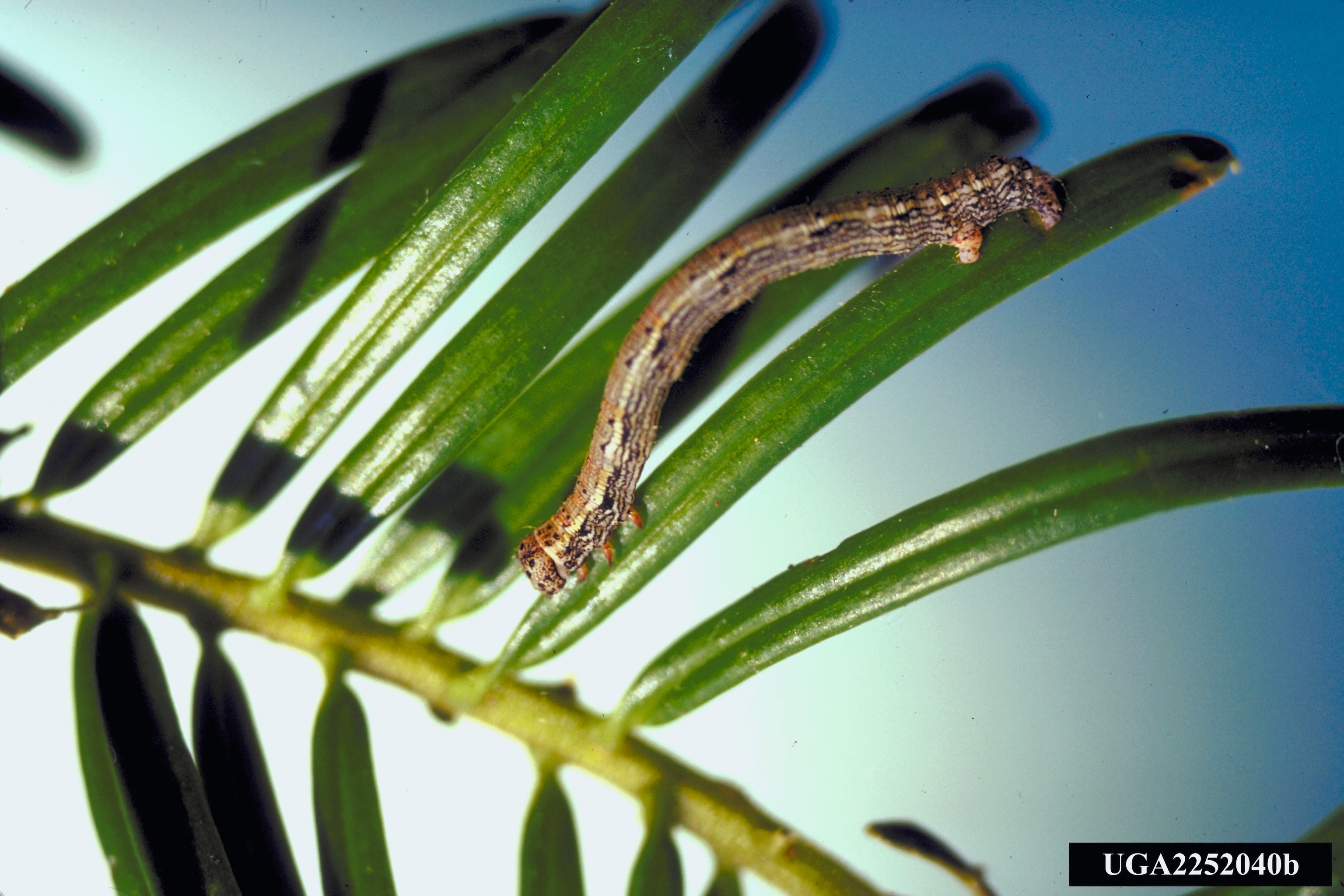
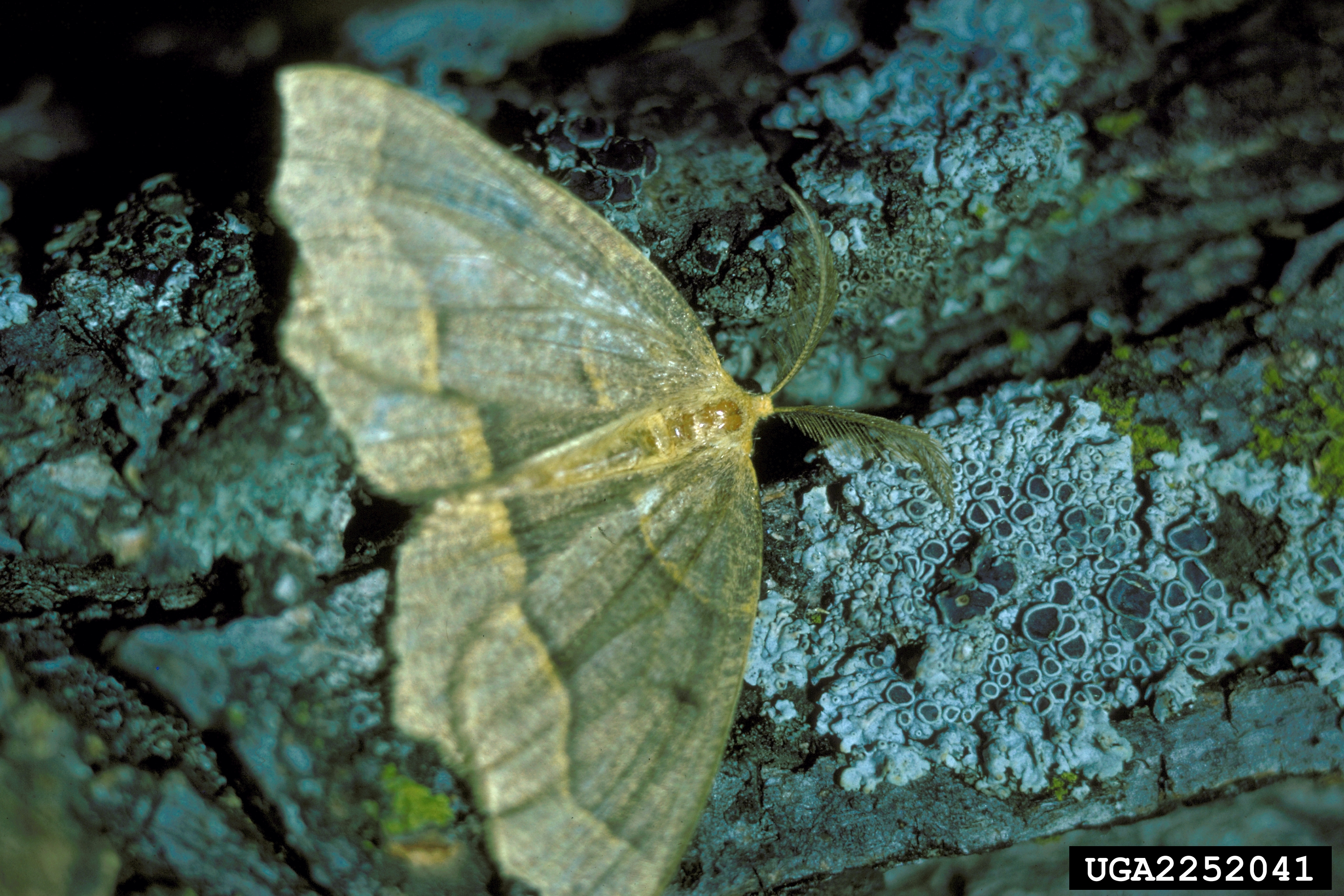
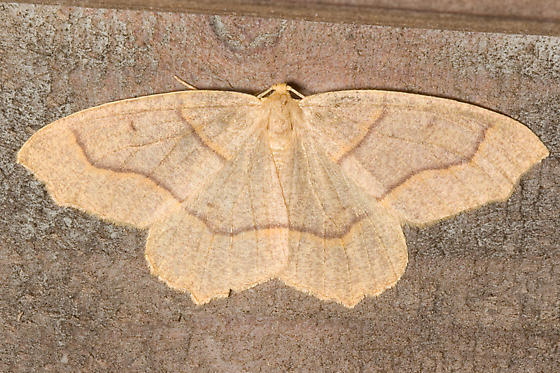